# Площадь Свободы (Джакарта)
Меда́н Мерде́ка (индон. Medan Merdeka) — Площадь Свободы — главная площадь столицы Индонезии Джакарты. Считается одной из самых больших площадей в мире.
Находится в центральной части города. По периметру площади расположены президентский дворец, здания ряда государственных ведомств, Национальный музей Индонезии. В географическом центре площади стоит так называемый Национальный монумент — стела высотой 132 метра, символизирующая независимость страны, возведенная в 1961—1976 годах.
Площадь получила современное название в 1945 году после обретения Индонезией независимости от Нидерландов. Историческое название — площадь Гамбир, по названию соответствующего городского района, относящегося к так называемому Верхнему городу, расположенному к югу от исторического центра Джакарты. Площадь появилась в 1810-е годы вскоре после начала застройки района Гамбир.

## История

### Период нидерландской колонизации
В конце XVIII века колониальная администрация Голландской Ост-Индии переехала из Батавии (ныне Старый город Джакарты) в Велтевреден (нидерл. Weltevreden, ныне Центральная Джакарта. Перед новыми административными зданиями было построено две площади — Буффелсвелд (нидерл. Buffelsveld; ныне площадь Медан Мердека) и Ватерлооплейн (нидерл. Waterlooplein; ныне площадь Бантенг Лапанган). При генерал-губернаторе Хермане Виллеме Данделсе, управлявшим Голландской Ост-Индией от имени контролировавшегося Наполеоном Королевства Голландия, площади приобрели современные очертания, а площадь Буффелсвелд была переименована на французский манер в Марсовы поля (фр. Champs de Mars). 
Во время Наполеоновских войн Голландская Ост-Индия перешла под контроль Великобритании, генерал-губернатором был назначен британец Стэмфорд Раффлз; при нём площадь была переименована в Конингсплейн (нидерл. Koningsplein — Королевская площадь), так как на ней находилась резиденция генерал-губернатора (ныне — Дворец Мердека.
Местные жители назвали площадь Лапанган Гамбир (индон. Lapangan Gambir), по названию района Гамбир. По распоряжению британской колониальной администрации на площади были построены несколько спортивных комплексов, стадион и беговые дорожки, на рынке Пасар Малам (индон. Pasar Malam — ночной рынок) проводилась (сначала нерегулярно, а с 1921 года — ежегодно) ярмарка Пасар Гамбир (индон. Pasar Gambir, ныне — Джакартская ярмарка). В 1906 году на площади прошёл фестиваль в честь дня рождения нидерландской королевы Вильгельмины.

### Японская оккупация
В 1942 году Голландская Ост-Индия была оккупирована японскими войсками. Во время японской оккупации площадь называлась Лапанган Икада (индон. Lapangan Ikada, от индон. Ikatan Atletik Djakarta — Джакартский атлетический комплекс. 17 августа 1945 года на площади Лапанган Икада прошла часть церемонии провозглашения независимости Индонезии, проведённой лидерами индонезийского национально-освободительного движения Сукарно и Мохаммадом Хатта.

### Период независимости Индонезии
В 1949 году, по указу президента Сукарно, площадь Лапанган Икада была переименована в Медан Мердека (индон. Medan Merdeka — Площадь Свободы). В 1959 и 1960 годах среди архитекторов Индонезии проводились конкурсы проектов реконструкции площади, но ни один из этих проектов не был одобрен президентом. Сукарно, имевший некоторые познания в архитектуре, представил свой собственный проект, основанный на голландском плане площади 1892 года, в соответствии с которым и была проведена реконструкция площади .
В 1961 году по распоряжению президента Сукарно в центре площади Медан Мердека началось строительство Национального монумента — памятника, который, по замыслу Сукарно, должен был стать самым высоким зданием Джакарты, превзойти по высоте Боробудур и Эйфелеву башню и олицетворять победу Индонезии в многолетней борьбе за независимость . Во время работ по сооружению Национального монумента были разрушены спортивные сооружения, построенные во время голландского господства. Строительство было полностью завершено к 1974 году.
В ночь с 30 сентября на 1 октября 1965 года левая военная группировка Движение 30 сентября предприняла попытку государственного переворота. Части мятежников заняли площадь Медан Мердека и джакартскую радиостанцию, а также окружили президентский дворец, однако уже ко 2 октября мятеж был полностью подавлен. Большую роль в подавлении попытки переворота сыграл генерал Сухарто, будущий президент Индонезии.
С 1968 по 1992 годы в южной части площади проводилась Джакартская ярмарка, а в её юго-западной части был создан Джакартский лунапарк (индон. Taman Ria Jakarta). В 1992 году, в результате очередной реконструкции площади, ярмарка и лунапарк были убраны с площади, а по дороге, проложенной вокруг Национального монумента, было запрещено движение автомобилей.
В 2002 году по распоряжению губернатора Джакарты Сутиёсо (индон. Sutiyoso) по периметру площади была построена ограда, у ворот которой размещены охранники. В их задачу входит, в том числе, и контроль посетителей площади — большинство джакартцев и гостей города могут беспрепятственно посещать Медан Мердека, в то время как бездомным и торговцам вход на площадь воспрещён.

## Внешний вид
Современный вид площади во многом сохранил в себе первоначальную идею, заложенную президентом Сукарно в своём проекте реконструкции, хотя и претерпел некоторые изменения в связи с новой реконструкцией в 1990-х годах. В результате реконструкции проезжая часть была перенесена дальше от Национального монумента, а позже, когда был принят запрет на проезд автомобилей вокруг памятника — демонтирована и заменена на пешеходную дорогу, обитую булыжником. Вокруг Национального монумента разбит парк (индон. Taman Medan Merdeka — Парк «Медан Мердека»), на его территории есть несколько фонтанов. .
Четыре дороги, проложенные от Национального монумента, делят площадь на четыре равные части:
1. Парк «Северная Медан Мердека» (индон. Taman Medan Merdeka Utara). В этой части парка находятся два примечательных памятника — памятник джокьякартскому принцу Дипонегоро, предводителю восстания против нидерландских колонизаторов, и индонезийскому поэту Чаирилу Анвару.
2. Парк «Восточная Медан Мердека» (индон. Taman Medan Merdeka Timur) — расположен недалеко от вокзала Гамбир, главного вокзала Джакарты. Отражающий пруд и статуя Kartini, индонезийский героиня эмансипации женщин, пожертвованное японского правительства, которая первоначально стояла перед Парк Suropati в Menteng перемещается здесь.
3. Парк «Южная Медан Мердека» (индон. Taman Medan Merdeka Selatan). . В этом парке посажены 33 редких вида растений, символизирующие 31 провинцию и два особых округа Индонезии; также здесь обитает популяция аксиса — одного из редких подвидов оленя. Перед воротами ограды Национального монумента продаются различные сувениры для гостей Джакарты.
4. Парк «Западная Медан Мердека» (индон. Taman Medan Merdeka Barat). В этой части площади располагается фонтан с ночным освещением.

## Важные здания

### Северная сторона
- Государственный секретариат
- Дворец Мердека[англ.]
- Верховный Суд
- Министерство внутренних дел
- Мечеть Истикляль[7]

### Восточная сторона
- Вокзал Гамбир[англ.]
- Головной офис государственной нефтяной компании Pertamina.
- Штаб-квартира Командования армейского стратегического резерва (индон. Komando Cadangan Strategis Angkatan Darat, KOSTRAD)
- Церковь святого Эммануила
- Национальная галерея

### Южная сторона
- Посольство США[8]
- Дворец вице-президента
- Администрация губернатора Джакарты

### Западная сторона
- Главный офис сотового оператора Indosat
- Министерство по делам культуры и туризма
- Министерство обороны и штаб Национальной армии Индонезии
- Министерство связи и информации
- Национальный музей Индонезии[9]
- Министерство транспорта
- Конституционный Суд
- Главный офис центральной государственной радиостанции — Радио Республики Индонезии[англ.]

## Галерея
- Статуя Картини
- В парке «Медан Мердека»
- Ваза с изображением Гаруды в парке «Медан Мердека»
- Игра в футбол на площади Медан Мердека
- Цветочный сад
- Дворец Мердека[англ.]
- Вокзал Гамбир[англ.]